# 제시카 월터
제시카 월터(Jessica Walter, 1941년 1월 31일 ~ 2021년 3월 24일)는 미국의 배우이다. 맨해튼의 자택에서 수면 중 사인 미상으로 사망하였다.

## 영화
- 그랑프리 (1966년 영화)
- 어둠 속에 벨이 울릴 때
- 해커스 (1993년 영화)
- 캠퍼스 대소동
- 스위트 보이스
- 성탄절 전야의 공항 대소동

## 텔레비전
- 미션 임파서블
- 만닉스
- 홈 포 더 홀리데이 (1972년 영화)
- 스트리트즈 오브 샌프란시스코
- 형사 콜롬보
- 하와이 파이브-O
- 원더우먼 (1975년 드라마)
- 제시카의 추리극장
- 매그넘 P.I.
- 바빌론 5
- 우주전함 타이거
- 원 라이프 투 리브
- 저스트 슛 미
- 천사의 손길
- 못말리는 패밀리
- 세이빙 그레이스
- 90210
- 아처 (애니메이션)
- 메이크 잇 오어 브레이크 잇
- 빅뱅 이론 (시트콤)
- 프린세스 스타의 모험일기
- NCIS (드라마)
- 터보 FAST
- 굿 걸스

## 연극
- 타르튀프
- 버자이너 모놀로그